# Max Oertz

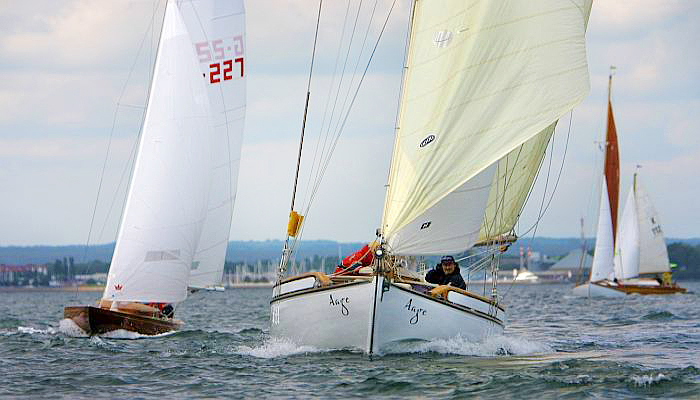
Jährliche Max-Oertz-Regatta des Jahres 2009

Max Johannes Heinrich Oertz (* 20. April 1871 in Neustadt in Holstein; † 24. November 1929 in Hamburg) zählt zu den großen deutschen Yachtkonstrukteuren. Er hat den deutschen Yachtbau zu Beginn des 20. Jahrhunderts maßgeblich geprägt.

## Leben

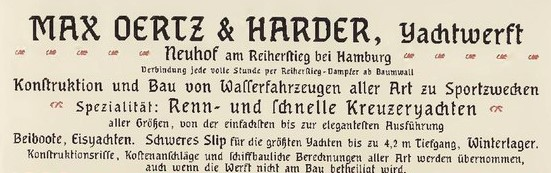
Anzeige auf der Pariser Weltausstellung 1900

Max Oertz wuchs in seiner Geburtsstadt Neustadt in Holstein auf. Im Alter von fünf Jahren verlor er beide Eltern und wuchs fortan in einer Pflegefamilie in Berlin auf. Nach dem Abitur studierte Oertz an der Königlich-Technischen Hochschule in Charlottenburg Boot- und Schiffbau. Die aus Neustadt mitgebrachte Liebe zur Schifffahrt führte ihn in den Akademischen Segler-Verein (ASV) in Berlin. Beides, Schiffbaustudium und Segelsport, bestimmten fortan sein Leben.
Nach seinem Studium arbeitete er zunächst als leitender Konstrukteur auf der Blekholmens-Varf in Helsingfors (heute Helsinki). Anschließend baute er in St. Petersburg eine Yachtwerft auf. In St. Petersburg entwickelte er für den Bau von leichten Rennyachten die sogenannte Nahtspantenbauweise.
1895, wieder nach Berlin zurückgekehrt konstruierte Max Oertz für den Berliner Bankier Barthold Arons die erste vollständig aus Aluminium gebaute Experimental-Rennyacht Luna.
Oertz’ Yachten waren berühmt für ihre Schnelligkeit und Eleganz, ohne die Wohnlichkeit an Bord zu vernachlässigen. Oertz war ein leidenschaftlicher Perfektionist, der jedes Detail einer Yachtkonstruktionen im Auge behielt. So war es folgerichtig, dass er die Yachten auch in einer eigenen Werft bauen wollte. 1895 übernahmen Max Oertz und sein Freund Hans Harder auf dem Reiherstieg in Hamburg die Dreyer-Werft und führten sie unter dem Namen Oertz & Harder fort. Ab 1902 wurde die Werft von Max Oertz als alleinigem Besitzer weitergeführt.
Seinen großen Durchbruch erreichte Max Oertz durch die Konstruktion und den Bau der großen Schoneryacht Germania, die Gustav Krupp von Bohlen und Halbach 1907 bei ihm in Auftrag gab. „Deutsch vom Kiel bis zum Flaggenknopf“ wurde die Yacht zum Symbol dafür, dass es dem einheimischen Schiffbau endlich gelungen sei, mit den damals führenden Industrienationen – vor allem England – gleichzuziehen. Bis auf die Masten aus US-amerikanischer Oregon pine war alles Material, sogar die Baumwollsegel aus Deutschland bezogen worden. 1909 entstand nach Oertz’ Plänen für Kaiser Wilhelm II. der 47,14 m LüA messende Rennschoner Meteor IV, 1914 folgte ebenfalls für Wilhelm II. die Meteor V, beide gebaut auf der Krupp Germaniawerft in Kiel.
Insgesamt 450 Yachten und Boote liefen auf der Bootswerft am Hamburger Reiherstieg vom Stapel. Dazu kamen während des Ersten Weltkriegs die Schnellboote LM 5, LM 6, LM 14–16 sowie LM 27–30 (schnelles Motorboot mit Luftschiff-Motor) und die kleinen U-Boot-Zerstörer UZ 9 und UZ 10 für die Kaiserliche Marine.
Doch Oertz konstruierte nicht nur erfolgreiche Segel- bzw. Motoryachten und schnelle Motorboote. Zu seinen Konstruktionen gehörten auch Flugzeuge und sich selbst stabilisierende Fesselballone. Für den Zeppelin konstruierte Oertz einen sogenannten Spähkorb, der zu Beobachtungszwecken von dem über den Wolken fahrenden Militärluftschiff an einem langen Seil bis unter die Wolkendecke abgeseilt werden konnte. Ähnlich wie sein US-amerikanischer Kollege Starling Burgess interessierte sich auch Oertz für die Luftfahrt.

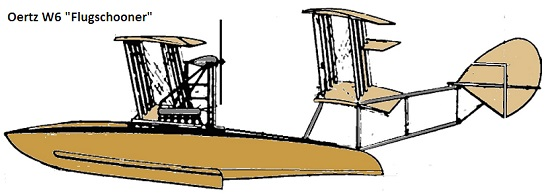
Oertz W6 Flugschoner

Bereits 1909 konstruierte er sein erstes Motorflugzeug, 1911 den ersten geschlossenen aerodynamischen Flugzeugrumpf. Für die Marine konstruierte Max Oertz mehrere Flugboote und unterhielt für Testflüge einen eigenen Flugplatz in Schneverdingen. Die meisten bekannten Flugzeuge waren Flugboote, von denen besonders die Oertz W6 Flugschoner besonders auffällig war, ein Tandem-Doppeldecker mit zusätzlichem herkömmlichen Höhenleitwerk und Doppelseitenruder. Die beiden Maybach-Motoren waren im eleganten Bootsrumpf untergebracht und trieben über Fernwellen die Propeller an.

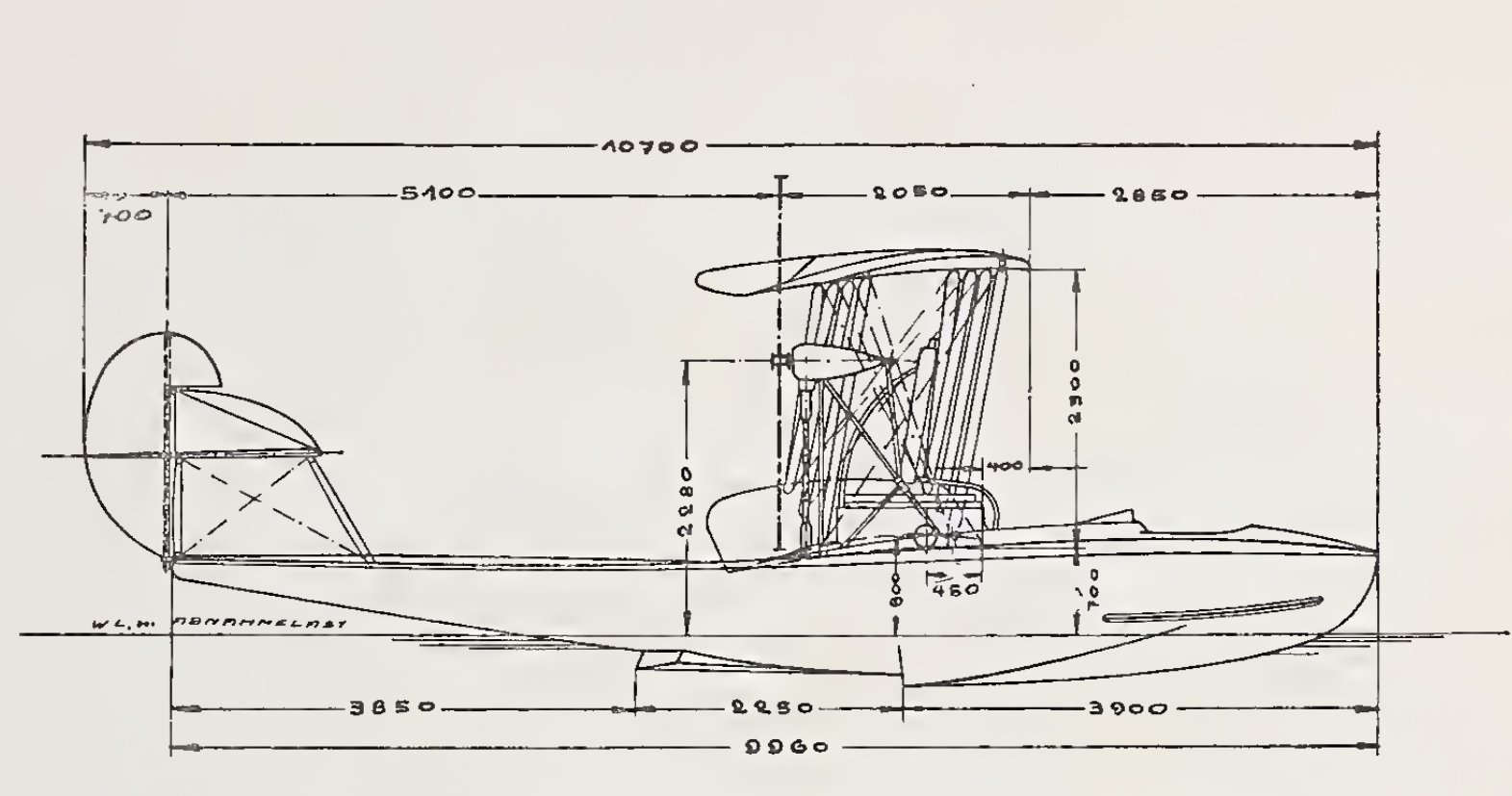
Oertz W8

1916 wurde das Flugboot Oertz W8 dem Seeflugzeug Versuchskommando vorgestellt und erhielt nach der Abnahme am 21. September 1916 die Marinenummer 1157.
1918 wurde ihm von der Technischen Hochschule Darmstadt für die Verdienste um die Luftfahrt der Doktor der Ingenieurwissenschaften ehrenhalber (Dr. Ing. h. c.) verliehen.

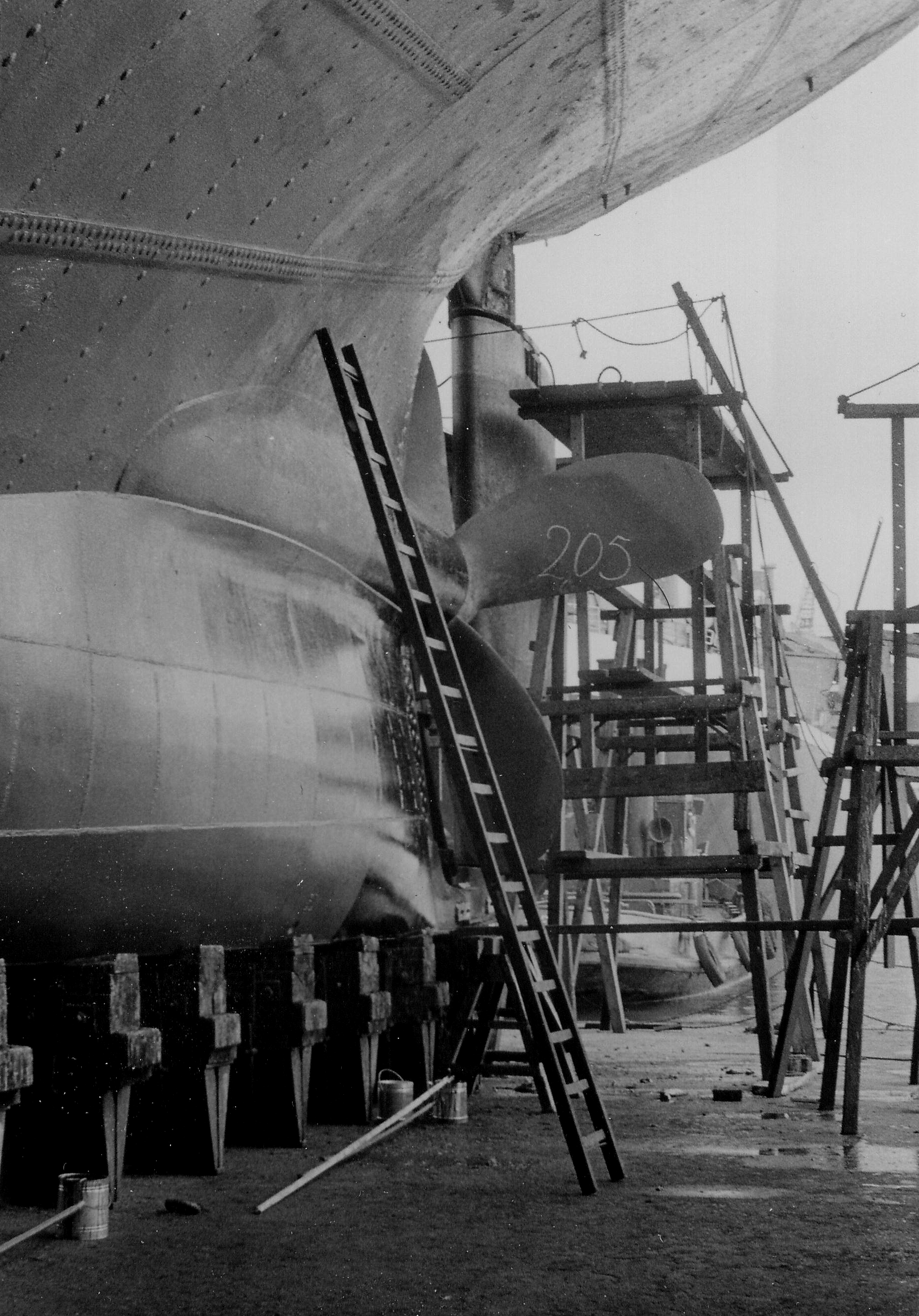
Frachtschiff + Oertz-Ruder im Dock 1958

Nach dem Krieg baute Oertz zunächst Fischerboote und revolutionierte nebenbei die Schleppnetzfischerei durch den Einsatz von gewölbten Scherbrettern, die die Netze bei gleicher Schleppkraft deutlich weiter auffächern – Oertz-Scherbretter wurden Standard in der Fischerei.
1922 zog sich Oertz aus der inzwischen verkauften Werft zurück und arbeitete als freier Konstrukteur.
Max Oertz machte über die Yachtkonstruktion hinaus zahlreiche bedeutende Entwicklungen und hielt zahlreiche Patente. Erwähnt sei das für die Großschifffahrt entwickelte Oertz-Ruder, das bis zu 15 Prozent weniger Widerstand bei 40 % Ruderkraftersparnis bewirkt und den Drehkreis eines Schiffes verkleinerte. Nicht zuletzt mit Hilfe des Oertz-Ruders konnte der Vierschrauben-Turbinendampfer des Norddeutschen Lloyd Bremen 1929 auf seiner Jungfernfahrt in vier Tagen, 17 Stunden und 42 Minuten den Transatlantik-Rekord der britischen Mauretania brechen und für Deutschland des Blaue Band erringen (Durchschnittsgeschwindigkeit 27,83 Knoten). Im März 1930 konnte das Schwesterschiff Europa den Rekord unterbieten, um ihn 1933 nach einem Maschinenumbau der Bremen wieder an sie abzugeben. Nach diesen spektakulären Erfolgen sollte sich das Oertz’sche Patentruder innerhalb weniger Jahre nicht nur in der Großschifffahrt durchsetzen, es wurde auch zur Steuerung von Torpedos, U-Booten und frachttragenden Segelschiffen (erstmals auf dem Schulschiff Deutschland, Baujahr 1927) eingesetzt.
Ab 1926 befasste sich Max Oertz auch mit dem aerodynamisch geformten Schornstein für große Seeschiffe. Mit einer im Grundriss tropfenförmig gebauten Kaminverkleidung erreichte Oertz einen sauberen Rauchabzug ohne die bis dahin üblichen Verwirbelungen auf der Rückseite des Kamins. Hierdurch konnten die Schiffsschornsteine wesentlich niedriger ausgeführt werden.
Am 24. November 1929 starb Max Oertz in Hamburg an den Folgen eines Herzinfarktes. Er wurde in der Familiengrabstätte auf dem Friedhof Ohlsdorf beigesetzt. Sie liegt im Planquadrat T 6 zwischen dem Forum an der Talstraße und Kapelle 1.
Max Oertz gehörte dem Verein Deutscher Ingenieure (VDI) und dem Hamburger Bezirksverein des VDI an. Er war auch ordnungsmäßiges Fachmitglied der Schiffbautechnischen Gesellschaft.
1930 wurde der Oertzweg und 1936 der Oertzgarten im Hamburger Stadtteil Barmbek-Nord nach Max Oertz benannt.

## Berühmte Yachten

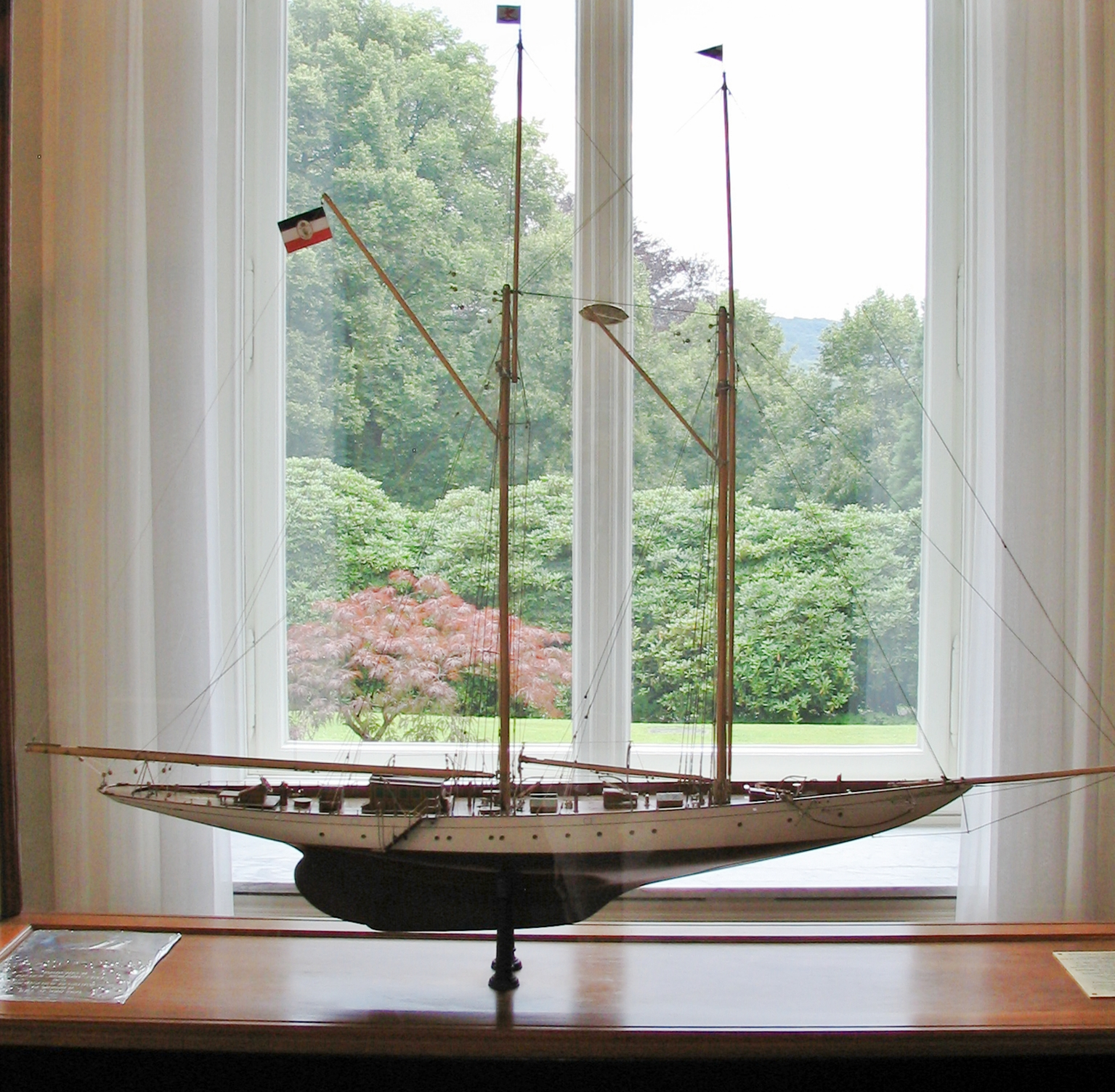
Modell der Germania (1908) im Krupp-Museum der Villa Hügel

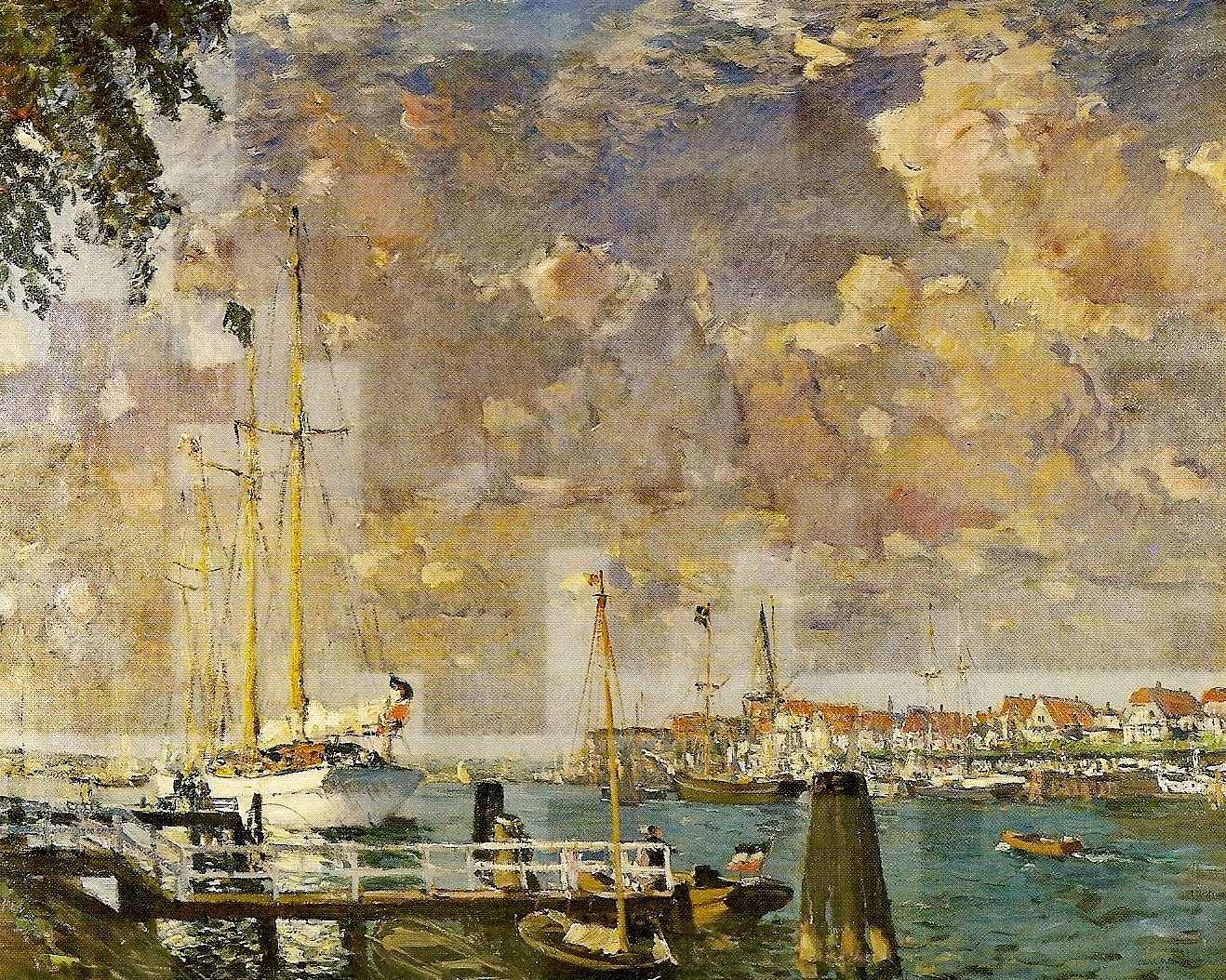
Meteor IV in Travemünde (1910)

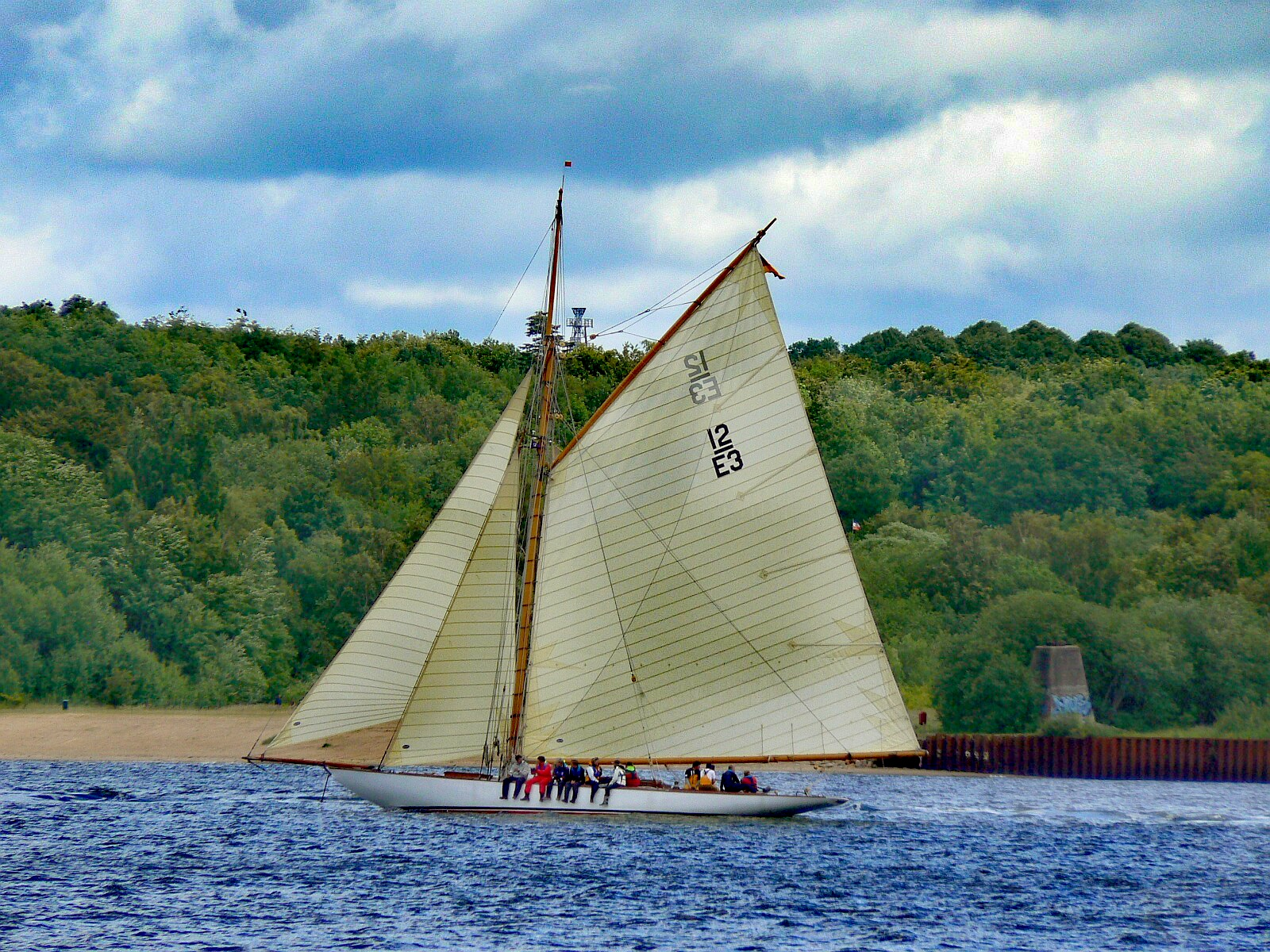
12mR Heti (Bj. 1912) auf der Kieler Woche 2009

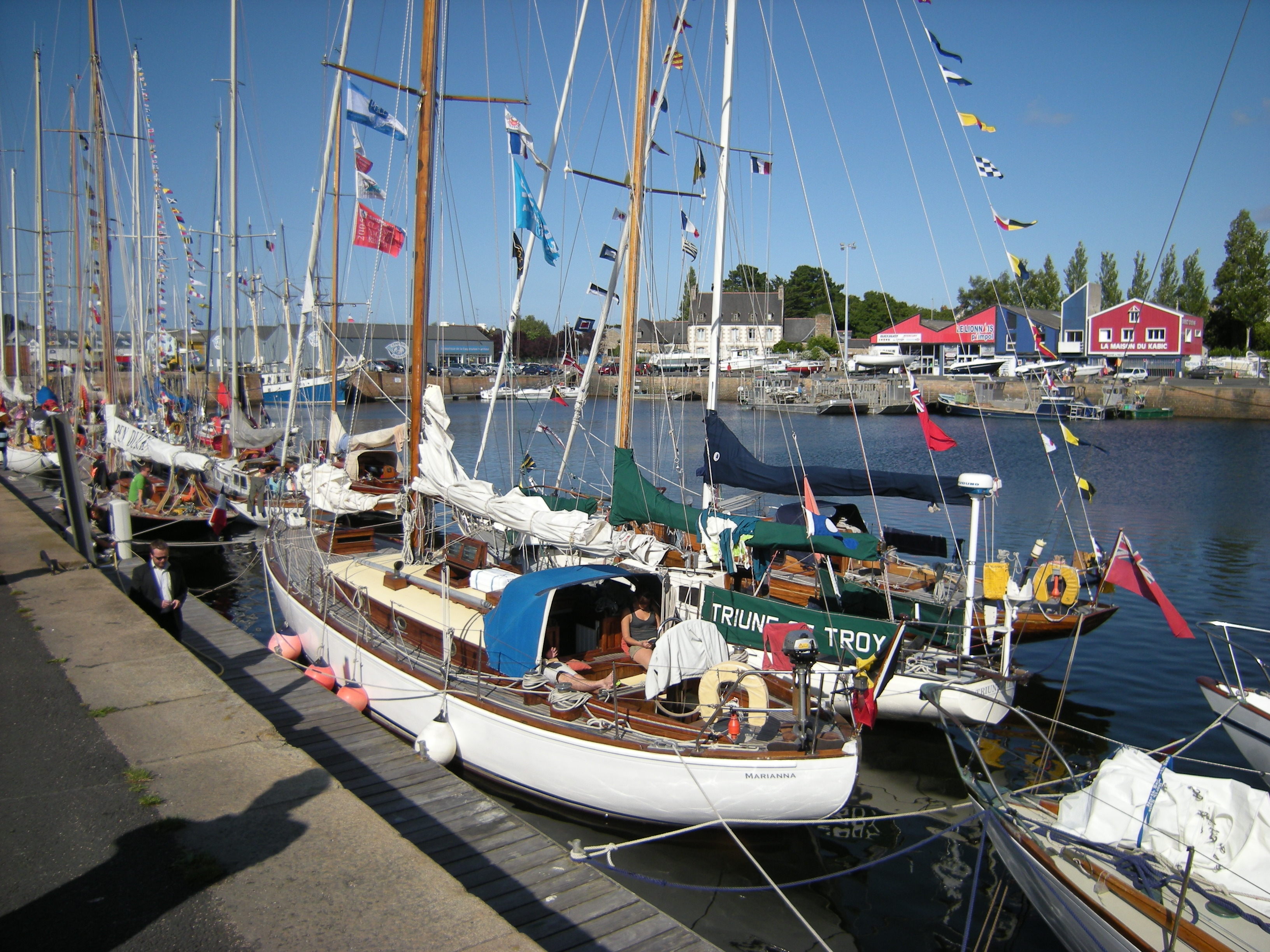
Bermudakutter Marianne (Bj. 1925) in Paimpol (2009)

Die Schoneryacht Germania, erbaut auf der Germaniawerft für Gustav Krupp von Bohlen und Halbach, wurde 1908 fertiggestellt. Es war die erste in Deutschland gezeichnete und gebaute Rennyacht dieser Größenordnung. Da sie zudem erfolgreich segelte, erhielt Max Oertz wichtige Folgeaufträge. Erstmals ließ der segelbegeisterte deutsche Kaiser Wilhelm II. seine Yachten von einem deutschen Konstrukteur entwickeln – Meteor IV (1908) und Meteor V (1913).
Zahlreiche Sonderklasse-Yachten wurden von Max Oertz gezeichnet. Kaiser Wilhelm gab bei Max Oertz die Sonderklassen Samoa I bis III in Auftrag. Für den deutschen Kronprinzen entstanden Angela I bis IV. Berühmt wurden Oertz’ Sonderklassen Wannsee I bis IX, die er im Auftrag und auf Rechnung des Berliner Vereins Seglerhaus am Wannsee baute. Sie wurden von dem erfolgreichsten deutschen Segler Otto Protzen von Sieg zu Sieg gesegelt. Von den heute existenten Sonderklassen geht gut ein Drittel auf Max Oertz zurück. Die älteste noch erhaltene Oertz-Sonderklasse (S OE 1) stammt von 1904.
Weitere Yacht-Konstruktionen (eine Auswahl):
- Seekreuzer 150 KR Prosit III (1918)
- Schwertflunder Dora (1894)
- Rennyacht Marina (1894)
- Rennyacht Navigare necesse est (1894)
- Aluminium-Rennyacht Luna (1895)
- Renn- und Fahrtenyacht Prosit (1898) des Akademischen Segler-Vereins in Berlin.
- Schoner Margola (1898)
- Rennyacht Klein Polly (1899). Nahm als erste deutsche Yacht erfolgreich an Regatten in Frankreich teil.
- Rennyacht Polly (1900)
- IIB Kreuzeryacht Carola (1905)
- Segelyacht Skidbladnir (1905)
- Rennyacht Felca (1906). Siegerin im internationalen Rennen um den Pokal von Frankreich 1906
- 12mR-Schwert-Yacht Davo II (1911)
- Motorkreuzer Roland (1910)
- 12mR-Yacht Heti (1912) für den Lübecker Unternehmer und Vorsitzenden des LYC Hermann Eschenburg[8]
- 19mR-Yacht Cäcilie (1913)
- 8mR-Yacht Stint (1914)
- mehrere schnelle U-Boot-Zerstörer, LM-Boote, Torpedo-Motorboote und flachgehende Minenräumboote für die Kaiserliche Marine (1916–1917)
- Acht Oertz-Fischkutter für die Reederei Cordes & Peters, Lübeck. Aus Holstentor H. H. 177 wurde 1925 der Kutter Hamburg, mit dem Carl Kircheiß die Welt umsegelte
- Schoner-Yacht Aello (1922) für Ägypten
- Doppelschrauben-Motoryacht Camalote (1922) für einen argentinischen Bankier
- Rennkreuzer Marianne (1925) für Franz Brinkmann
- Ketsch Senta (1928) für den Werftvorstand Deutsche Werke, seit 1931 in Besitz der Familie Schmidt, Bremen, 1935 bei A&R umgerüstet zur Spreizgaffelketsch

## Bedeutung

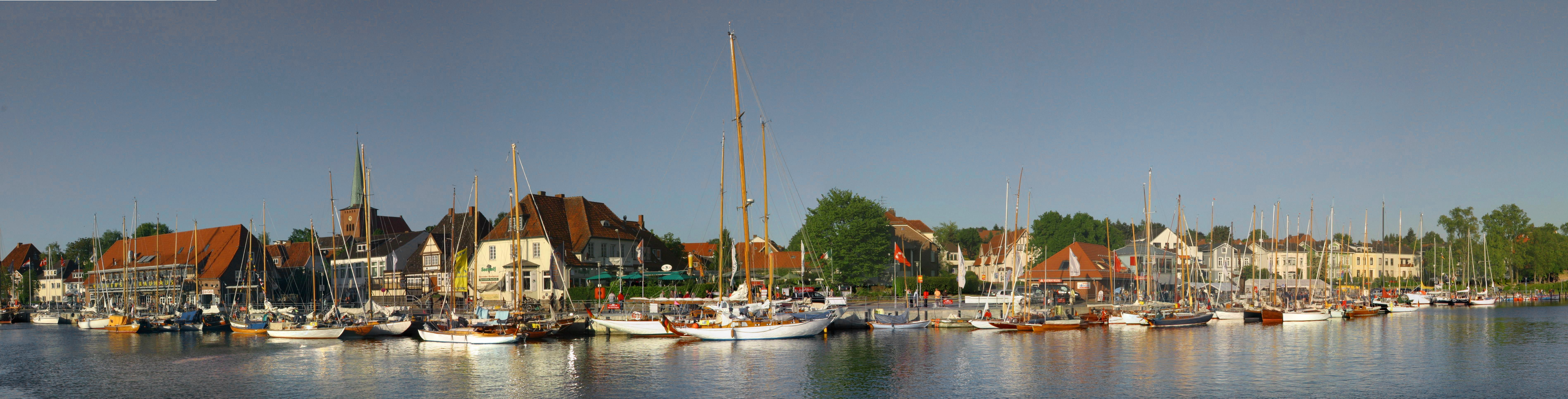
Max Oertz Regatta 2008

Max Oertz war der erste deutsche Yachtkonstrukteur von Weltrang. An der Schwelle zum 20. Jahrhundert gelang es ihm, Yachten zu entwickeln, die gleichermaßen schnell und schön waren. Damit wurde Oertz zum Wegbereiter für eine ganze Reihe weiterer deutscher Yachtkonstrukteure wie Wilhelm von Hacht, Henry Rasmussen, Fritz Naglo.
In Neustadt in Holstein findet alljährlich im Gedächtnis und zur Erinnerung an ihn die Max-Oertz-Regatta des Freundeskreises für klassische Yachten statt.
Auch der Akademische Segler-Verein in Berlin richtet jedes Jahr zu Ehren seines verstorbenen Mitglieds nach seinem Stiftungsfest eine Max-Oertz-Regatta aus, welche zu den größten Berliner Regatten gehört.